# 木臼停車區
木臼停车区 （平假名：キウスパーキングエリア）是位於北海道千歲市的道東自動車道之停车区，設有寬闊的有蓋電單車停車場。由東日本高速公路與Nex-area東日本株式會社管理。

## 連接道路
- 道東自動車道

## 历史
- 1999年10月7日 - 道東自動車道千歲惠庭JCT至夕張IC開通，停车区啟用。

## 停车区設施
- 上行線（千歲惠庭方向）
  - 停車場
    - 小型車：10台
    - 大型車：7台
    - 有殘疾人士車位

  - 廁所
    - 男士 大型2（和式1、西式1）、小型3
    - 女士 5（和式1、西式4）
      - 與男童共用 1

    - 輪椅人士專用 1
- 下行線（帶廣方向）
  - 停車場
    - 小型車：10台
    - 大型車：7台
    - 有殘疾人士車位

  - 廁所
    - 男士 大型2（和式1、西式1）、小型3
    - 女士 5（和式1、西式4）
      - 與男童共用 1

    - 輪椅人士專用 1

## 鄰近設施
道東自動車道
(1)千歲東IC - 木臼停车区 - (2)追分町IC

## 相關項目
- 日本服務區與休息區一覽

## 外部連結
- 東日本高速道路株式會社 （页面存档备份，存于）
  - e-NEXCO服務區與休息區情報
- 北海道開發局 （页面存档备份，存于）